# كأس الاتحاد الإنجليزي 1969–70
كأس الاتحاد الإنجليزي 1969–70 (بالإنجليزية: 1969–70 FA Cup)‏ هو الموسم 89 من  كأس الاتحاد الإنجليزي. الذي يشرف على تنظيمه الاتحاد الإنجليزي لكرة القدم، وفاز فيه تشيلسي.